# Sammlung Mildenberg
Die Sammlung Mildenberg war eine in der Schweiz beheimatete archäologische Privatsammlung von Kunstwerken, die der Numismatiker Leo Mildenberg seit 1950 zusammengetragen hatte. Sie bestand aus Tierbildern aus fünf Jahrtausenden des Altertums und war die größte ihrer Art weltweit.
Leo Mildenberg begann 1950 damit archäologische Artefakte, die Tiere zeigten, zu sammeln. Es handelt sich um Werke der Kleinkunst, Statuetten, Verzierungen an Geräten und Schmuck, Mosaik-Bilder, Stoffe und Vasenbilder. Mildenberg beschränkte sich beim Sammeln weder auf eine bestimmte Zeit und einen bestimmten Raum, noch auf bestimmte Tierarten der Alten Welt. Einziges Kriterium war ihm die Freiheit der Tiere. Sie durften keinen Zügel, keinen Sattel oder sonstige Zeichen menschlicher Herrschaft tragen.
So gehörten zur Sammlung etwa ein Terrakotta-Figur eines straußenähnlichen Vogels aus dem Indus-Gebiet des 3. Jahrtausends v. Chr., ein mittanisches Rollsiegel des frühen 13. Jahrhunderts v. Chr., das Steinböcke zeigt, eine urartäische Gewandnadel aus Silber mit Greifenprotomen aus dem 7. Jh. v. Chr. oder eine sarmatische Gürtelschnalle aus der Zeit um 200 v. Chr., die ein liegendes Kamel zeigt. Andere vorderasiatische Stücke kamen aus Mesopotamien, Elam, dem Kaukasus, Anatolien und Syrien, Einzelstücke stammten auch aus islamischer Zeit. Altägypten war mit Stücken, wie einem Schildkrötenamulett aus Frühdynastischer Zeit, über Funde aus dem Alten, Mittleren und Neuen Reich bis hin zu Stücken aus der Ptolemäischen Zeit und Funden aus Meroe vertreten. Der größte Teil der Sammlung bestand aus Funden der Klassischen Antike. Ein frühkorinthischer Vasenmaler von Alabastren wurde nach Stücken aus der Sammlung mit dem Notnamen „Mildenberg-Maler“ bedacht.

## Ausstellungen
Die Sammlung wurde seit 1981 mehrfach in Ausstellungen der Öffentlichkeit zugänglich gemacht. 1981 wurde erstmals eine Ausstellung im Cleveland Museum of Art durchgeführt, die durch den Katalog „Animals in Ancient Art from the Leo Mildenberg Collection“ erschlossen wurde.
1983/84 machte die Ausstellung unter dem Titel „Tierbilder aus vier Jahrtausenden. Antiken der Sammlung Mildenberg“ in Berlin, Kassel (Staatliche Kunstsammlungen), Hamburg (Museum für Kunst und Gewerbe), München (Prähistorische Staatssammlung) und Freiburg (Museum für Vor- und Frühgeschichte Freiburg) Station. Ein gleichnamiger Katalog von Ulrich Gehrig unter der Mitarbeit von Adolf Greifenhagen Kay Kohlmeyer, Gertrud Platz und Konrad Schauenburg erschien im Verlag Philipp von Zabern.
1996/97 wurde in München und dem Reiss-Museum in Mannheim eine zweite Ausstellung unter dem Titel „Aus Noahs Arche. Tierbilder der Sammlung Mildenberg aus fünf Jahrtausenden“ organisiert. Ein gleichnamiger Katalog erschien erneut im Zabern-Verlag. Er wurde von Gisela Zahlhaas gestaltet.
Der Unterschied zwischen beiden Ausstellungen war konzeptioneller Art. Wurde die erste noch nach räumlichen und zeitlichen Gesichtspunkten geordnet, sortierte man beim zweiten Mal nach Bildmotiven.
Nach Mildenbergs Tod 2001 wurde die Sammlung auf Mildenbergs ausdrücklichen Wunsch 2004 und 2005 bei Christie’s in London versteigert und damit zerstreut.